# Nam Koung-jin
Nam Koung-jin (25 de agosto de 1988) es un luchador surcoreano de lucha libre. Ganó una medalla de plata en los Juegos Asiáticos de 2014. Logró la quinta posición en Campeonato Asiático de 2013 y Juegos Mundiales Militares en 2015.